# Kekerdom
Kekerdom est un village appartenant à la commune néerlandaise de Berg en Dal, dans la province de Gueldre.
Jusqu'au 31 décembre 2014, Kekerdom appartenait à la commune d'Ubbergen. Le premier janvier 2015, les communes de Groesbeek, Ubbergen et Millingen aan de Rijn ont fusionné en formant une nouvelle commune, qui est nommée en 2015 provisoirement Groesbeek pour être renommé Berg en Dal ensuite, fin 2015. Le 1er janvier 2006, le village comptait environ 598 habitants.

## Géographie
Kekerdom est situé sur la rive gauche du Waal à peu de distance de la frontière Pays-Bas - Allemagne.

## Histoire
Le territoire de Kekerdom se trouvait à la frontière Limes de l'Empire romain, sur la rive droite du Waal. Les Romains ont construit ici un renfort.
Le village de Kekerdom a été fondé autour de 800 sur la digue du Waal pour défricher la zone boisée. Une chapelle est construite sur le site de l'église actuelle.
Le village passe ensuite de l'empire Carolingien à l'empire Roman, puis devient une seigneurie au nom de Spaldrop.
En 1247, Kekerdom entre en possession des comtes de Gueldre. En 1445, le duc de Gueldre en raison de problèmes financiers le donne en fief au duc de Clèves.
En 1701, tous les enclaves de la Duché de Clèves deviennent possession prussienne. Kekerdom reste prussien jusqu'au Congrès de Vienne de 1815.
Lors de ce congrès, il est décidé que Kekerdom et le village voisin de Leuth vont être rattachés au Royaume des Pays-Bas. Dès 1817, Kekerdom et Leuth sont intégrés dans la commune d'Ubbergen, qui en vue des regroupements des communes, le 1er 2015 est intégrée dans la commune de Groesbeek.

## Monuments
- L'église Saint Laurentius, vers 1400, plusieurs fois rénovée, classé Rijksmonument, monument historique. L'église se trouve en dehors de la digue et pendant les crues de la Waal, elle n'est accessible qu'en bateau.
- Le moulin à vent De Duffelt, Rijksmonument
- Un grand nombre de maisons et de fermes ont un statut de monument communal protégé.

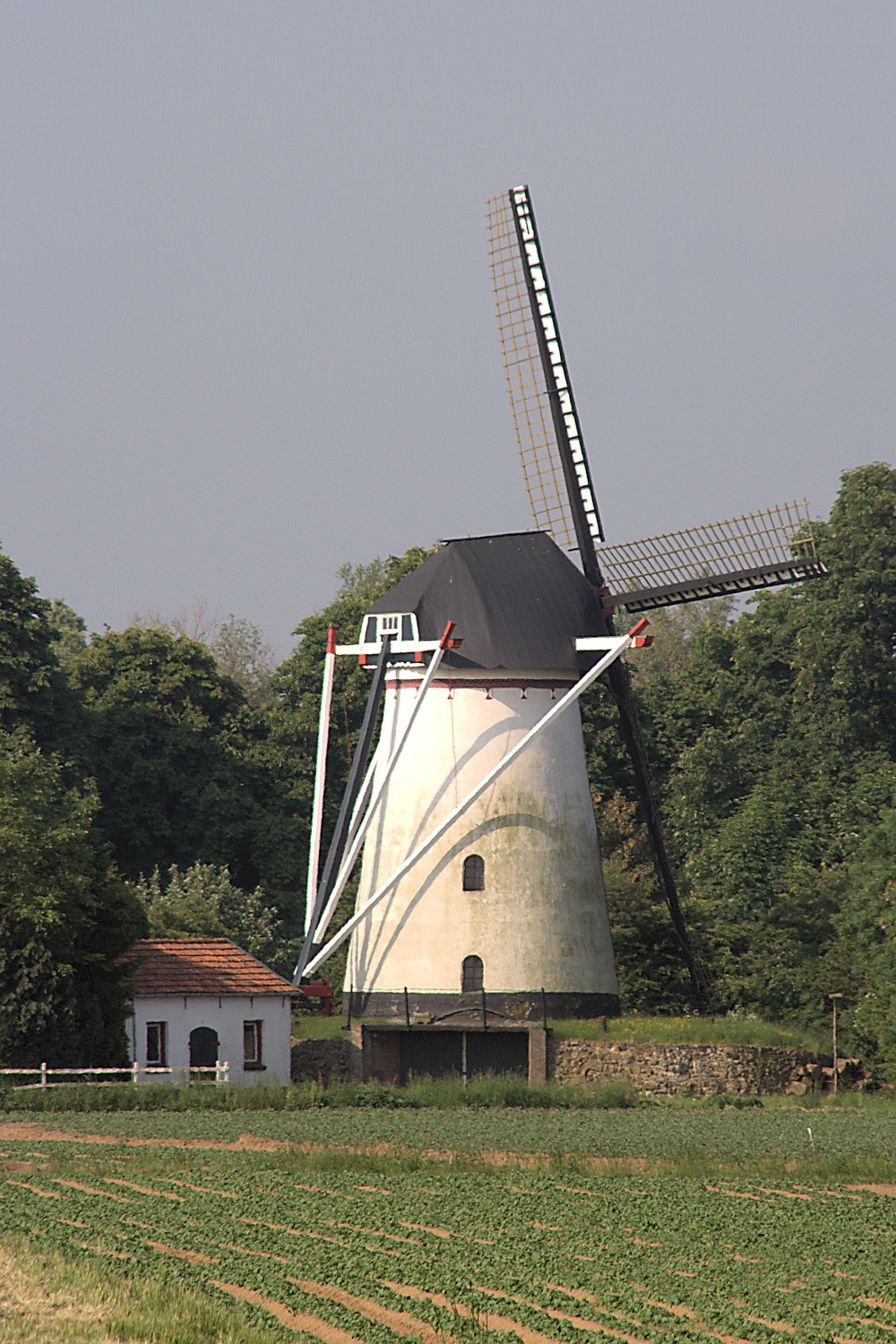
Le moulin De Duffelt